# Maciej Miereczko
Maciej Miereczko (ur. 14 września 1979) – polski biegacz długodystansowy. 
Zawodnik LKS Vectra DGS Włocławek. Brązowy medalista mistrzostw Polski w biegu maratońskim (2009).
Rekordy życiowe:
3000 metrów - 8:28,71 (2008), 5000 metrów - 14:18,34 (2008), 10 000 metrów - 30:13,87 (2001), półmaraton - 1:03:08 (2006), maraton - 2:17:01 (2009).